# Pauline Davis-Thompson
Pauline Davis-Thompson (9 de julho de 1966) é uma velocista e campeã olímpica bahamense. Competiu em cinco Jogos Olímpicos consecutivos, uma raridade para um atleta, e conquistou duas medalhas de ouro e uma de prata, a primeira delas já participando de sua quarta Olimpíada.
Uma de suas medalhas de ouro, a dos 200 m rasos em Sydney 2000, foi herdada nova anos depois, após a desclassificação da vencedora da prova na época, Marion Jones, dos Estados Unidos, por confissão de uso de substâncias proibidas.

## Carreira
Pauline teve seu primeiro sucesso internacional conquistando a medalha de prata dos 400 m rasos no Campeonato Mundial de Atletismo de 1995, em Gotemburgo, depois de já ter participado de três Jogos Olímpicos, Los Angeles 1984, Seul 1988 e Barcelona 1992 e de quatro mundiais de atletismo, onde também disputou os 100 m rasos.
Em Atlanta 1996, ela conquistou sua primeira medalha olímpica, aos 30 anos, integrando o 4X100 m bahamense que ficou com a medalha de prata na prova. Três anos depois, no Mundial de Atletismo de Sevilha, na Espanha, ele conseguiu a primeira medalha de ouro, também no revezamento. Seu auge na carreira veio aos 34 anos, em Sydney 2000. Pauline chegou em segundo nos 200 m rasos, conquistando a prata. Sete anos depois, porém, a vencedora, Marion Jones, confessou o uso de anabolizantes durante aqueles Jogos e teve todas suas medalhas de ouro confiscadas. A dos 200 m passou então a pertencer oficialmente a Davis-Thompson desde 2009, por decisão da IAAF e do COI. Nos mesmos Jogos, ela também conseguiu outra medalha de ouro, junto com Savatheda Fynes, Chandra Sturrup e Debbie Ferguson-McKenzie nos 4X100 m.
Depois de abandonar as pistas, Davis passou a trabalhar em órgãos administrativos do atletismo e em 2007 foi eleita para o conselho da Federação Internacional de Atletismo (IAAF), ao lado de outros quatro campeões olímpicos, Sergei Bubka, Sebastian Coe, Nawal El Moutawakel e Alberto Juantorena.